# Freie Assoziation (Kommunismus und Anarchismus)
Freie Assoziation (auch als „freie Assoziation der Produzenten“ bezeichnet) bedeutet in der marxistischen Theorie eine Beziehung zwischen den Individuen, wenn es keinen Staat, keine Nation, soziale Klasse oder Behörde und kein Privateigentum von Produktionsmitteln mehr gibt. Der Begriff wird von Anarchisten wie von Marxisten verwendet und oft als ein bestimmendes Merkmal einer „voll entwickelten“ kommunistischen Gesellschaft erklärt.

## Theorie
Sobald das Privateigentum an Land und Produktionsmitteln abgeschafft ist, würden Personen nicht mehr aufgrund des nicht ermöglichten Zugangs zu den Produktionsmitteln „beraubt“ werden können. Es wäre ihnen ermöglicht, sich frei zu assoziieren (ohne gesellschaftlichen und existenziellen materiellen Zwang), ihre eigenen Existenzbedingungen zu produzieren und zu reproduzieren. Damit könnten sie sich ihre individuellen und kreativen Bedürfnisse und Wünsche frei von Staat (Souverän), Nation (Zwangskollektiv), und Kapital (Herrschaft und Knechtschaft) selbstständig erfüllen.
Ein Proletarier ist jemand, der kein Eigentum an Land oder Produktionsmitteln besitzt. Er ist daher, um überleben zu können, gezwungen, das einzige, was er besitzt, nämlich seine Arbeitskraft, an die Eigentümer der Produktionsmittel zu verkaufen (Warentausch), die ihn damit „erpressen“ können. Die Existenz von Individuen, die des Privateigentums und damit des Lebensunterhalts „beraubt“ sind, erlaubt es Eigentümern und Kapitalisten, im freien Tausch die Ware Arbeitskraft zu erwerben, ohne dabei den sogenannten Mehrwert an die Proletarier weitergeben zu müssen. Darum vermehrt sich Kapital. Im Gegenzug dazu wird dem Proletarier für die Arbeit der Lohn gewährt. Das wiederum gewährleistet das Überleben der Proletarier (Lohnsklaverei). Die Beziehung zwischen Proletariern und Eigentümern der Produktionsmittel ist dabei ein Zwangsverband, in dem der Proletarier doppelt frei ist, seine Arbeitskraft an den jeweiligen Eigentümer (Arbeitgeber) zu verkaufen, um überleben zu können. Durch den Verkauf seiner Produktionskapazität im Austausch für den Lohn, der sein Überleben gewährleistet, legt der Proletarier seine praktischen Aktivitäten nach dem Willen des Käufers (des Eigentümers) fest, wird somit entfremdet von seinen eigenen Handlungen und Produkten, er steht somit in einer Herrschaftsbeziehung der Ausbeutung. Freie Assoziation wäre die Form der Gesellschaft, die geschaffen würde, wenn das Privateigentum abgeschafft würde, damit die Menschen frei über die Produktionsmittel verfügen könnten, was das Ende der Klassengesellschaft herbeiführen würde. D. h., der Mensch wäre weder Eigentümer noch Proletarier – noch gäbe es einen Staat (die Klassengesellschaft wäre aufgehoben), sondern nur frei assoziierte Individuen.
Die Abschaffung des Privateigentums durch eine freie Assoziation der Produzenten ist das ursprüngliche Ziel des Sozialismus (der Kommunisten sowie der Anarchisten): Dieses Ziel wird mit den Worten „Anarchie“ und „Kommunismus“ selbst identifiziert. Allerdings führte die Entwicklung der verschiedenen Strömungen dazu, das einige das Ziel nahezu aufgegeben haben oder dies völlig in den Hintergrund trat, angesichts der mannigfaltigen anderen Probleme, denen sie sich zu stellen hatten, während andere sogenannte Sozialdemokraten mit der Zeit glaubten, die freie Assoziation sollte alle Herausforderungen auf den „Status quo“ beschränken.

## Anarchismus

Bekanntestes Symbol des Anarchismus

Anarchisten behaupten, dass die freie Assoziation sofort im Kampf des Proletariats stattfinden müsse, für eine neue Gesellschaft und gegen die herrschende Klasse (direkte Aktion). So fordern sie eine soziale Revolution, um den Staat, das Privateigentum und die Klassen sofort im Hier und Jetzt abzuschaffen. Sie identifizieren den Staat als Hauptgarant für das Privateigentum und die Aufrechterhaltung der Klassengesellschaft, die Privilegien und Ungerechtigkeit garantiert (durch den Repressionsapparat: Polizei, Justiz). Daher ist die Abschaffung des Staates – um dadurch Gewalt unmöglich zu machen – ihr Hauptziel, um schließlich die Freie Assoziation wiederherstellen zu können, die Übernahme des Staates im Staatskapitalismus der Marxisten kann unweigerlich nur zu Sklaverei und Brutalität führen. In Bezug auf die freie Assoziation gibt es einen Unterschied zwischen kollektivistischen Anarchisten und anarchistischen Kommunisten: Die kollektivistischen Anarchisten (Michail Bakunin und Pierre-Joseph Proudhon zum Beispiel) argumentieren, dass die freie Assoziation es sei, mit der die Gesellschaft funktionieren werde, so die Maxime „jedem nach seinen Taten“. Im Gegensatz dazu argumentieren die Anarcho-Kommunisten (wie Peter Kropotkin, Carlo Cafiero und Errico Malatesta), dass die freie Assoziation als die Maxime gelten solle: „Jedem nach seinen Fähigkeiten, jedem nach seinen Bedürfnissen“ (Solidarwirtschaft). Anarchistische Kommunisten behaupten gegenüber den Kollektivisten, die eine nach der Arbeit durchgeführte Entgeltung verlangen, dass die beteiligten Personen unter eine Korporation, die über ihnen steht, unterworfen seien, um die verschiedenen Arbeiten, wofür sie bezahlt werden, auch zu vergleichen, und dass diese Korporation zwangsläufig wieder einen neuen Staat oder eine herrschende Klasse hervorbringen könnte (Lohnsklaverei), doch das ist genau das, wogegen alle Anarchisten ankämpfen. Sie argumentieren auch, dass, wenn eine Arbeit getan sei, es notwendig und wichtig sei, dass es keine quantitativen Aspekte zwischen ihnen geben dürfe, um sich miteinander zu vergleichen und dass alles, was produziert wird, etwas Wesentliches auf den Beitrag aller vergangenen und zeitgenössischen Generationen als Ganzes beinhaltet. Daher gibt es keine gerechten Kriterien, um eine Arbeit mit anderen vergleichen zu können und diese zu bewerten, da in einer egalitären Struktur alle Personen gleichermaßen ihren Anteil geben. Für die Anarcho-Kommunisten ist die freie Assoziation deshalb nur durch die Abschaffung des Geldes und des Marktes möglich, zusammen mit der Abschaffung des Staates.

## Marxismus
Die marxistischen Staatskapitalisten und Kommunisten nach Marxscher Prägung unterscheiden sich im Allgemeinen von Anarchisten dadurch, dass sie behaupten, es müsse notwendigerweise eine Zwischenstufe einer Übergangsphase zwischen der kapitalistischen Gesellschaft und der freien Assoziation geben. Es gibt große Unterschiede zwischen den verschiedenen marxistischen Theorien. Die marxistischen Positionen zu dieser Übergangsphase reichen von „den Ausbau der Produktionsmittel vorübergehend in Staatsbesitz zu übergeben bis dieser Staat dann angeblich von selbst absterben würde“ bis zu der klar definierten Aussage, dass der Staatsapparat nicht von den Arbeitern betrieben werden dürfe, sondern zerstört gehöre. Daher gab es in Marx Schriften drei Grundtendenzen: demokratischen Sozialismus, Leninismus und libertären Marxismus. Der demokratische Sozialismus (z. B. Eduard Bernstein und Karl Kautsky) argumentierte damit, dass die Einführung der freien Assoziation schrittweise durch Reformen durchgeführt werden könne, und zwar von gewählten Vertretern in einem demokratischen Staat (Sozialdemokratie), was ebenso niemals in der Realität „kommunistischer“ Staaten geschehen ist, siehe Geschichte der SPD, die dieses Ziel bereits lange aufgegeben hat.
Leninisten und Trotzkisten argumentierten, dass es erst nach Reformen, die sie selbst nach der Einnahme der Macht durch einen Staatsstreich machen würden, möglich sein würde, eine politische Revolution herbeizuführen (Die spanische Revolution bewies 1936 jedoch das genaue Gegenteil. Man kümmerte sich nicht um das Parlament und die Gemeinden; es wurden alle Produktionsgüter in kollektive Selbstverwaltung übernommen). Der Inhalt der Reformen jedoch, sowohl die des demokratischen Sozialismus als auch die des Leninismus, würde die Übertragung von Privateigentum in die Hände des Staates beinhalten, der dem Rest der Gesellschaft den Zugang zu den Produktionsmitteln entzogen halten würde, ein staatskapitalistisches Regime sollte errichtet werden, übrigens genau wie im Privatkapitalismus, bloß im Staatskapitalismus mit der sogenannten „Diktatur des Proletariats“ anstelle der Diktatur der Konzerne wie im Privatkapitalismus. Doch dieses verstaatlichte Kapital würde hier (so behauptete man ) dazu verwendet werden, die Bourgeoisie zu bekämpfen, um eine freie Assoziation irgendwann in ferner Zukunft einmal zu gewährleisten. Solange müsse die Gesellschaft geleitet werden in Form der zentralistischen hierarchischen Ordnung, sprich des Staates. Libertäre Marxisten (z. B. Anton Pannekoek, Otto Rühle, Herman Gorter und Rosa Luxemburg) behaupteten nur allgemein, dass der Staat nicht in Richtung der freien Assoziation gerichtet sein kann, weil er immer im Rahmen der kapitalistischen Gesellschaft selbst handelt, was hin zu einem Staatskapitalismus führen würde (d. h. Kapitalismus, in dem das Privateigentum in vollständigen Staatsbesitz gelangt und verwaltet wird von der herrschenden Klasse der Parteifunktionäre, welche diesen Staat wiederum führt), der Staatskapitalismus wird versuchen, auf unbestimmte Zeit an der einmal errungenen Macht zu bleiben, und so wird dieser niemals zu einer freien Assoziation führen (siehe Sowjetunion, Volksrepublik China, Kuba, Nordkorea). Die meisten libertären Marxisten behaupten, dass die freie Assoziation nur durch die direkte Aktion der Arbeiter selbst erreicht werden könne, die diese dann mittels Arbeiterräten erstellen sollen (die unter Basisdemokratie betrieben werden), um sich die Produktionsmittel anzueignen und die Abschaffung des Staates in einer sozialen Revolution zu vollführen.
Allerdings sind Anhänger Luxemburgs nicht grundsätzlich gegen kurzzeitige Beteiligung innerhalb des Staates und den Ausbau des öffentlichen Eigentums, solange die Institution selbst existiert. Das unterscheidet sie von den Anarchisten, auch wenn ihre sonstigen Positionen zur Frage der Durchführung der Revolution von allen Marxisten am nächsten mit den Anarchisten übereinstimmen.

## Sozialismus
Sozialisten betrachten eine freie Vereinbarung als das bestimmende Merkmal des entwickelten Staats-Sozialismus. Eine freie Vereinbarung würde den Staatsapparat (souveräner Staat) verdrängen, im Sozialismus wäre es die Rolle dieser Vereinbarung, die Prozesse der Produktion und der Verwaltung von Angelegenheiten zu lenken. Dies stünde im Widerspruch zu dem Zustand in nichtsozialistischen und kapitalistischen Gesellschaften, die tatsächlich die Regierung über die Menschen mittels Zwangsmaßnahmen ausüben, die freie Assoziation stelle eine Koordinierungsstelle für die Wirtschaftstätigkeit dar, die mit administrativen Entscheidungsprozessen und dem betreffenden Fluss von Waren und Dienstleistungen die Nachfrage befriedigend regeln würde. Sozialisten betrachten dies als ein bestimmendes Element des reifen Sozialismus; aber viele Sozialisten sind der Meinung, dass eine solche Anordnung nur eine Übergangsphase von der wirtschaftlichen und sozialen Entwicklung sein könne und dieser zu folgen hätte, wie der Marktsozialismus.

## Kritische Ansichten
Das anarchistische und kommunistische Konzept der freien Assoziation wird oft als Utopie oder zu abstrakt bezeichnet, um eine Transformation der Gesellschaft herbeiführen zu können. Das anarchistische Konzept der gegenseitigen Hilfe wird jedoch durch aktuelle Trends wie z. B. die „free software movement“ als Grundprinzip in der Beziehung zwischen Software-Entwicklern von freier Software bewertet.
Andere antworten auf diese Kritik mit der Behauptung, dass die freie Assoziation keine Utopie sei, sondern eine emanzipatorische Anforderung, die notwendigerweise aus dem sehr materiellem Zustand, in dem sich das Proletariat befinde (z. B. die Entziehung des Besitzes) und einen konstanten Sozial-Kampf gegen die Unterwerfung und Beraubung, die sie verursache, erfordere. Und genau das setze sie gegen den Staat, die herrschende Klasse, das Kapital und mache sie so zum natürlichen Gegner desselben. Allerdings sind die Trends, die einen Übergang (vor allem die Sozialdemokratie und der Marxismus-Leninismus) befürworten, tatsächlich kontra-revolutionär, da sie diesen auf eine mehr oder weniger ferne Zukunft verschieben wollen. So schoben sie die freie Assoziation zunehmend in den Hintergrund, im Austausch für die Aufgabe, eine Übergangsphase herbeipostulieren zu wollen.
Und wie könne das Proletariat kein Interesse an ihrer eigenen Emanzipation haben, wenn sie auf eine unbestimmte Zukunft verschoben werde, so sei die Suche nach einem „Übergang“ unbedingt eine Aufgabe, die nicht durch das Proletariat selbst, sondern nur von einer Intelligenz oder politischen Profis durchgeführt werden könne und dürfe. Diese Vorstellungen kulminierten im Stalinismus und fanden damit ihren Höhepunkt (beispielsweise in den sogenannten sozialistischen Ländern wie Kuba, UdSSR, China) und den gegenwärtigen sozialdemokratischen Parteien, in denen das Konzept der freien Assoziation praktisch aufgegeben wurde. Daher müssen die aktuellen Trends aus Anarchismus und Rätekommunismus abgeleitet und verstanden werden, auf die freie Assoziation als praktische Grundlage für die grundlegende Umgestaltung der Gesellschaft auf allen Ebenen, von der alltäglichen Ebene, der Suche nach einer libertären zwischenmenschliche Beziehung, Kritik am patriarchalen Familienmodell, Konsumkritik, Kritik des konformistischen und unterwürfigen Verhaltens, Kritik an der Untertanen-Mentalität, d. h. Kritik der Staatshörigkeit auf das Niveau der Weltgesellschaft als Ganzes (den Kampf gegen den Staat und gegen die herrschende Klasse in allen Ländern, die Zerstörung der nationalen Grenzen, die Unterstützung für selbstorganisierten Kampf der Unterdrückten, Angriffe auf Eigentum, Unterstützung für wilde und Unangemeldete Streiks und Unterstützung autonomer Kämpfe der Arbeiter und Arbeitslosen auf der ganzen Welt).

### Klassiker
- Pierre-Joseph Proudhon: Système des contradictions économiques ou Philosophie de la misère. 1846.
  - System der ökonomischen Widersprüche oder: Philosophie des Elends. Kramer, Berlin 2003, ISBN 3-87956-281-4.
- Michail Bakunin: Dieu et l’état. 1882 (1871 verfasst)
  - Gott und der Staat. Kramer, Berlin 1995, ISBN 3-87956-222-9.
- Peter Kropotkin: La Conquête du Pain. 1892.
  - Die Eroberung des Brotes. Edition Anares, Bern 1989, ISBN 3-922209-08-4.
- Gustav Landauer: Aufruf zum Sozialismus. 1911; Oppo-Verlag, Berlin 1997, ISBN 3-926880-11-2.
- Alexander Berkman: What is communist anarchism? 1929.
  - ABC des Anarchismus. Trotzdem-Verlag, Grafenau 1999, ISBN 3-931786-00-5 (PDF; 0,4 MB).
- Erich Mühsam: Die Befreiung der Gesellschaft vom Staat. Was ist kommunistischer Anarchismus? 1932; Kramer, Berlin 2005, ISBN 3-87956-276-8, Volltext auf Wikisource.
- Max Nettlau: Geschichte der Anarchie. 3 Bände.
  - Der Vorfrühling der Anarchie. Ihre historische Entwicklung von den Anfängen bis zum Jahre 1864. Verlag Der Syndikalist, Berlin 1925; Bibliothek Thélème, Münster 1993, ISBN 3-930819-02-3.
  - Der Anarchismus von Proudhon zu Kropotkin. Seine historische Entwicklung in den Jahren 1859–1880. Verlag Der Syndikalist, Berlin 1927; Bibliothek Thélème, Münster 1993, ISBN 3-930819-04-X.
  - Anarchisten und Sozialrevolutionäre. Die historische Entwicklung des Anarchismus in den Jahren 1880–1886. Asy-Verlag, Berlin 1931; Bibliothek Thélème, Münster 1996, ISBN 3-930819-06-6.
- John Henry Mackay: Die Anarchisten. Kulturgemälde aus dem Ende des XIX. Jahrhunderts. 1891; Mackay-Gesellschaft, Freiburg 1976, ISBN 3-921388-08-2.

## Zitate
„Der Kommunismus unterscheidet sich von allen
bisherigen Bewegungen dadurch, daß er die Grundlage aller bisherigen Produktions- und Verkehrsverhältnisse umwälzt und alle naturwüchsigen Voraussetzungen zum ersten Mal mit Bewußtsein als Geschöpfe der bisherigen Menschen behandelt, ihrer Naturwüchsigkeit entkleidet und der Macht der vereinigten
Individuen unterwirft. Seine Einrichtung ist daher wesentlich ökonomisch, die materielle Herstellung der
Bedingungen dieser Vereinigung; sie macht die vorhandenen Bedingungen zu Bedingungen der Vereinigung. Das Bestehende, was der Kommunismus
schafft, ist eben die wirkliche Basis zur Unmöglichmachung alles von den Individuen unabhängig Bestehenden, sofern dies Bestehende dennoch nichts als ein
Produkt des bisherigen Verkehrs der Individuen selbst
ist.
[...]
Es geht aus der ganzen bisherigen Entwicklung
hervor, daß das gemeinschaftliche Verhältnis, in das
die Individuen einer Klasse traten und das durch ihre
gemeinschaftlichen Interessen gegenüber einem Dritten bedingt war, stets eine Gemeinschaft war, der
diese Individuen nur als Durchschnittsindividuen angehörten, nur soweit sie in den Existenzbedingungen
ihrer Klasse lebten, ein Verhältnis, an dem sie nicht
als Individuen, sondern als Klassenmitglieder teilhatten. Bei der Gemeinschaft der revolutionären Proletarier dagegen, die ihre und aller Gesellschaftsmitglieder Existenzbedingungen unter ihre Kontrolle nehmen, ist es gerade umgekehrt; an ihr nehmen die Individuen als Individuen Anteil.“